# جون بريان
جون بريان (بالإنجليزية: John Bryan)‏ (17 أكتوبر 1841 في المملكة المتحدة - 24 يونيو 1909 في المملكة المتحدة) هو لاعب كريكت بريطاني (وحمل سابقاً جنسية المملكة المتحدة لبريطانيا العظمى وأيرلندا). لعب مع نادي مقاطعة غلوستر للكريكت ‏.

## وصلات خارجية
- جون بريان على موقع إي آس بي آن كريك إنفو (الإنجليزية)